# チャールズ・ヴィリアーズ・スタンフォード
サー・チャールズ・ヴィリアーズ・スタンフォード（Sir Charles Villiers Stanford, 1852年9月30日 - 1924年3月29日）は、アイルランド人の作曲家、教師、指揮者である。ダブリンの裕福で音楽的教養の高い一家に生まれたスタンフォードは、ライプツィヒとベルリンで音楽教育を受ける以前はケンブリッジ大学で学んでいた。そのため、彼は国際的に著名な演奏家を招きケンブリッジ大学音楽部との共演を実現させることで、同楽団の地位を引き上げる立役者となった。
スタンフォードはまだ学部生だった時期に、トリニティ・カレッジのオルガン奏者に任命されている。1882年、29歳で王立音楽大学創設メンバーの一員として教授に就任した彼は、その後生涯にわたって同大学の作曲科で教鞭をとった。1887年からはケンブリッジ大学の音楽科教授も兼任した。教育者として、スタンフォードはモダニズムに懐疑的な姿勢を示しており、彼の講義は主にブラームスの音楽が好例となるような古典的な原理に基づいて行われた。スタンフォード門下からは、彼自身をも凌ぐほどの名声を得た、ホルストやヴォーン・ウィリアムズなどといった作曲家が輩出した。また彼はバッハ合唱団やリーズ音楽祭の指揮者であった。
スタンフォードは7つの交響曲を含むかなりの数の楽曲を作曲しているが、最も記憶されているのは聖公会伝統の様式による、教会での演奏用に書かれた合唱曲だろう。彼はオペラも精力的に作曲したが、完成させた9つのオペラは一般的なレパートリーとはなり得ていない。批評家の中にはパリーやマッケンジーなどとともに、スタンフォードを英国音楽の復活の立役者であると見る者もいる。しかしながら、彼の音楽は19世紀の最後の20年においてこそ大きな成功を収めたものの、その後20世紀に入るとエルガー並びに彼自身の門弟たちの活躍の陰に隠れてしまうことになるのである。

## 生涯

### 幼少期

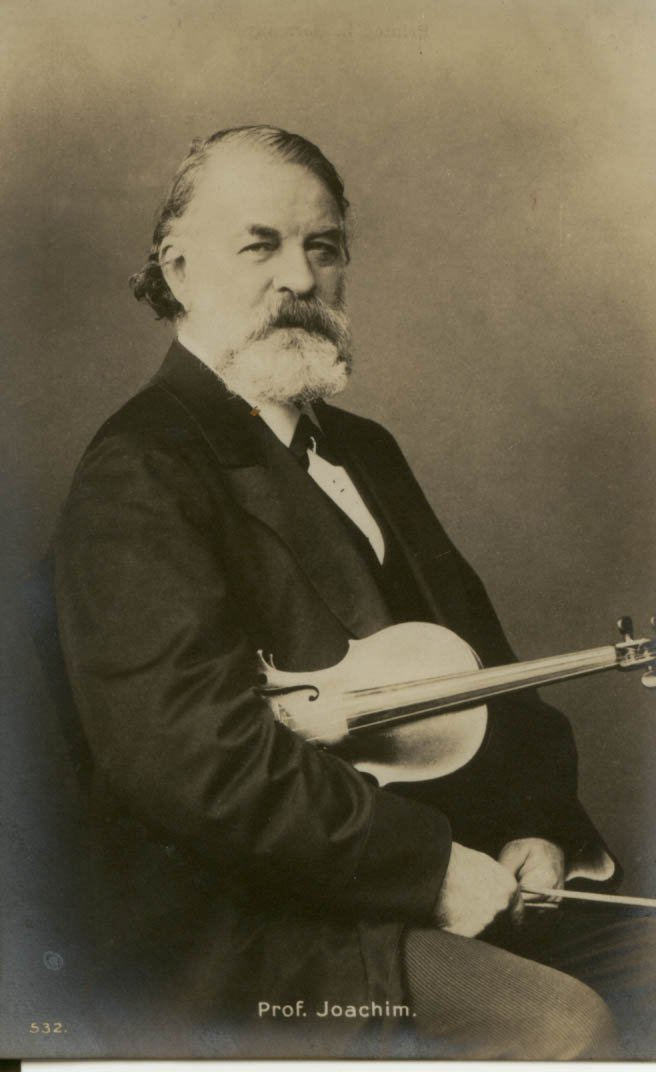
ヨアヒム

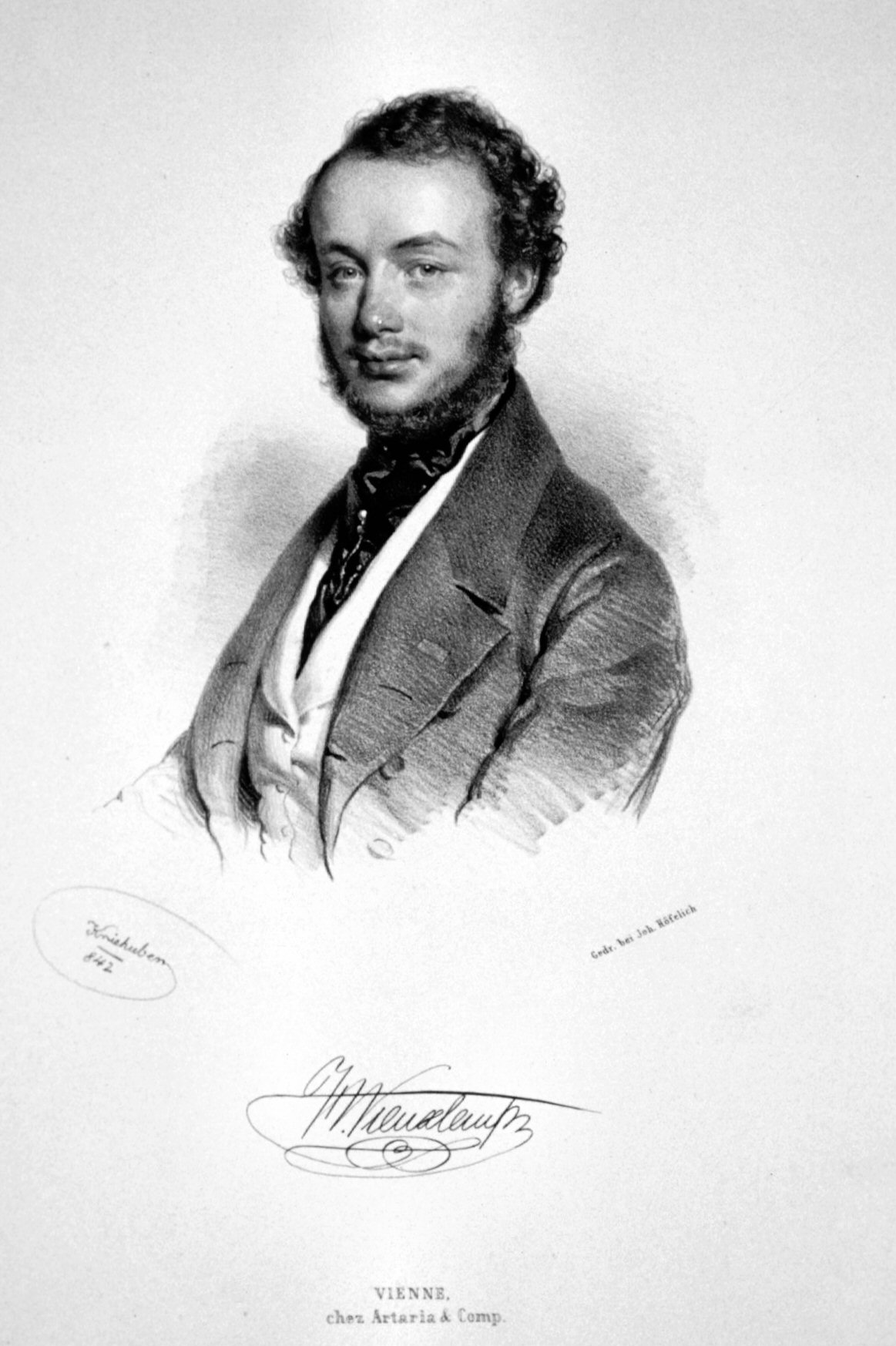
ビュータン

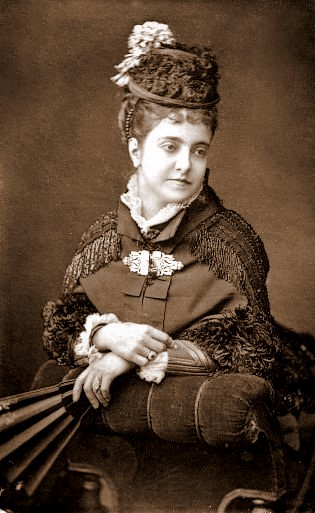
パッティ

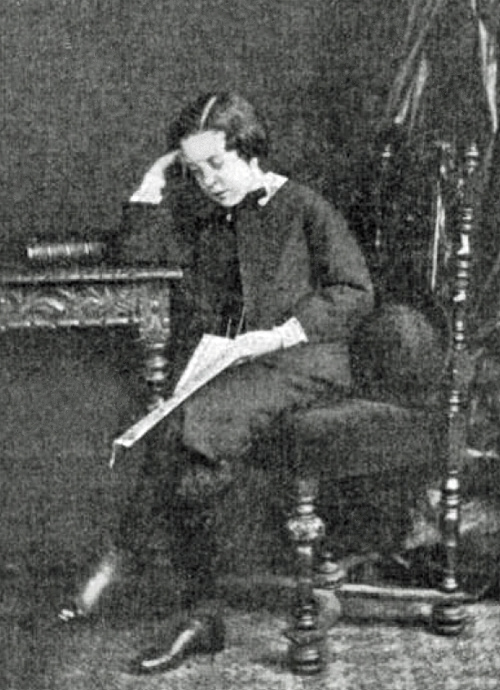
12歳

スタンフォードはダブリンの生まれで、ジョン・ジェームズ・スタンフォード（John James Stanford）の2番目の妻であるメアリ（Mary（旧姓ヘンHenn））との間に生まれた唯一の息子である。父ジョンはダブリンでは名の通った弁護士、大法官府裁判所の証人尋問官、そしてミース県の官吏であった。妻はアイルランドの大法官高等裁判所長であったウィリアム・ヘン（William Henn）の三女である。夫妻はともにアマチュアの音楽家であった。ジョンはチェリストであるとともに、1847年にメンデルスゾーンの『エリヤ』のアイルランド初演時のタイトル・ロールを務めるほどのバス歌手でもあった。メアリはアマチュアのピアニストで、ダブリンで行われるコンサートでは協奏曲のソリストを務めるほどであった。
スタンフォードは少年期、ダブリンの私立学校で特筆すべきところのない一般的な教育を受けたが、学校を経営していたヘンリー・ティルニー・バセット（Henry Tilney Bassett）は他の学問を差し置いて西洋古典学に没頭していた人物であった。スタンフォードの両親は彼の早熟さに目をつけ、ヴァイオリン、ピアノ、オルガン、作曲というように次々教師を雇い、彼の音楽的才能を伸ばそうとした。それら教師のうち3人はイグナーツ・モシェレス門下であり、エリザベス・ミーケ（Elizabeth Meeke）もその一人だった。スタンフォードは後にこう回想している。「私が12歳になる前、彼女は私に初見で演奏することを教えた。（中略）彼女は毎日レッスンの最後に、私にショパンのマズルカを一曲弾かせたが、間違ってもそこで止まることを決して許さなかった。（中略）52曲のマズルカを全て終えたとき、私は大抵どんなレベルの曲でもかなり指を楽な状態にして取り組めるようになっていた。」少年スタンフォードの最初期の作品の一つである行進曲変ニ長調は、3年後にダブリン王立劇場でのパントマイムの中で演奏された。9歳の時、彼は客を招待してのピアノリサイタルを行い、ベートーヴェン、ヘンデル、メンデルスゾーン、モシェレス、モーツァルト、バッハの作品を演奏した。彼の歌曲の一つはダブリン大学の合唱部に採りあげられ、好評を博した。
1860年代には、ダブリンに国際的な有名人が時折訪れた。そのため、スタンフォードはヨーゼフ・ヨアヒム、アンリ・ヴュータン、アデリーナ・パッティといった著名な音楽家の演奏を耳にすることができた。ロンドンからは毎年イタリアオペラの会社が興業に訪れており、ジュリア・グリジやジョヴァンニ・マリオ、後年はテレーズ・ティーチェンスによって率いられたこの団体は、スタンフォードに一生涯残るオペラの妙味を味わわせたのであった。10歳の夏、彼は両親に連れられてロンドンへ赴き、そこでメイフェアに住む母の叔父の元に滞在した。彼はそこで、作曲家であり教師でもあったアーサー・オリアリー（Arthur O’Leary）の作曲の講義を受けると同時に、王立音楽アカデミーのピアノ科教授であったエルンスト・パウアーにピアノを習った。彼がダブリンへ戻ると間もなく名付け親はアイルランドを去ってしまい、彼はヘンリエッタ・フリン（Henrietta Flynn）のレッスンを受けることになる。この人物もライプツィヒ音楽院でのモシェレスの教え子であった。その後、聖パトリック大聖堂のオルガニストであったロバート・スチュアート（Robert Stewart）、また3人目となるモシェレス門弟のミシェル・クオーリィ（Michael Quarry）からも教えを受ける。2年後、2度目となるロンドン滞在中に作曲家のアーサー・サリヴァンと、音楽管理者で作家であるジョージ・グローヴに出会い、彼らは後々スタンフォードの人生において重要な人物となるのである。
父ジョンは自らと同じく息子に法律の専門家になってもらいたいと願っていたが、スタンフォードの音楽で生きていきたいという希望を受け入れた。ただし、音楽留学したいのであれば、その前に一般的な大学教育を修了すること、という条件を付けた。スタンフォードはケンブリッジ大学のトリニティ・ホールで西洋古典学の奨学金を得ようとしたが、うまくいかなかった。しかし、ケンブリッジ大学のクイーンズ・カレッジでオルガンの奨学金を得ることができ、さらに後になって西洋古典学でも奨学金を得られた。ケンブリッジへ向かうことになるまでに、彼は宗教的なもの、非宗教的なものの両方の形式の合唱曲と、管弦楽作品（チェロと管弦楽のためのロンドと演奏会用序曲）を含むかなりの数の楽曲を書いていた。

### ケンブリッジ時代

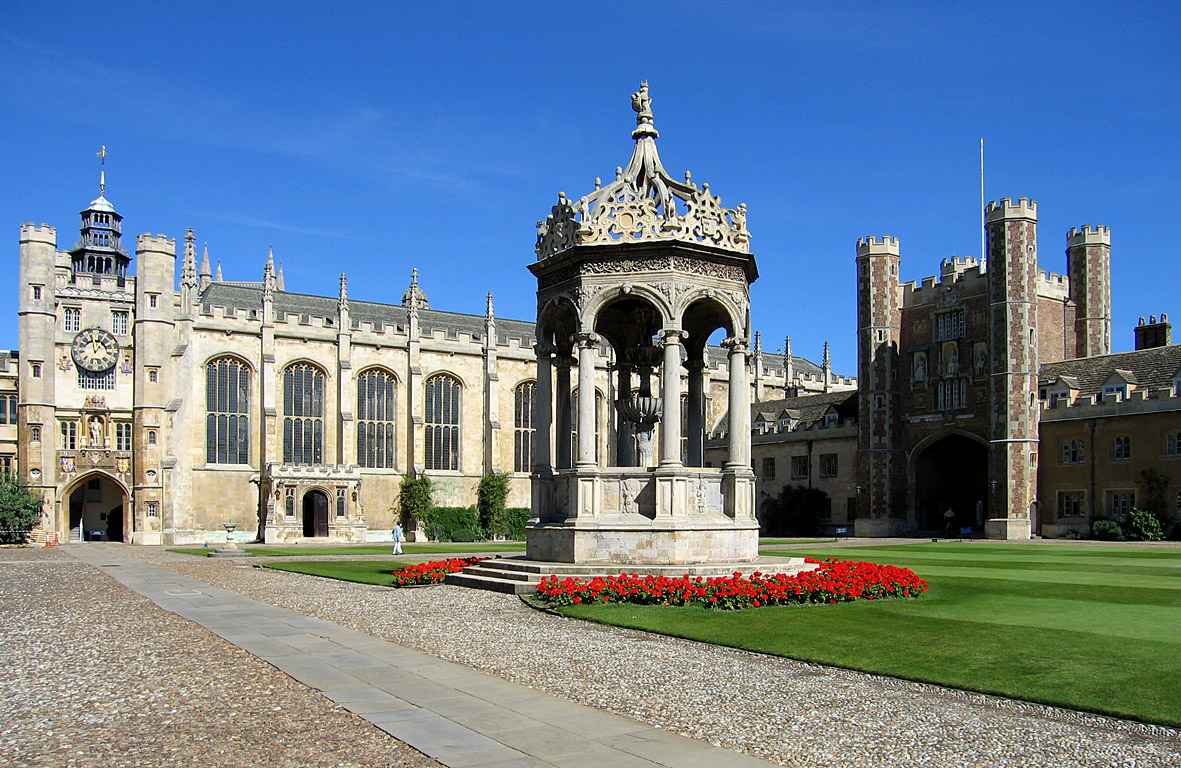
トリニティ・カレッジ

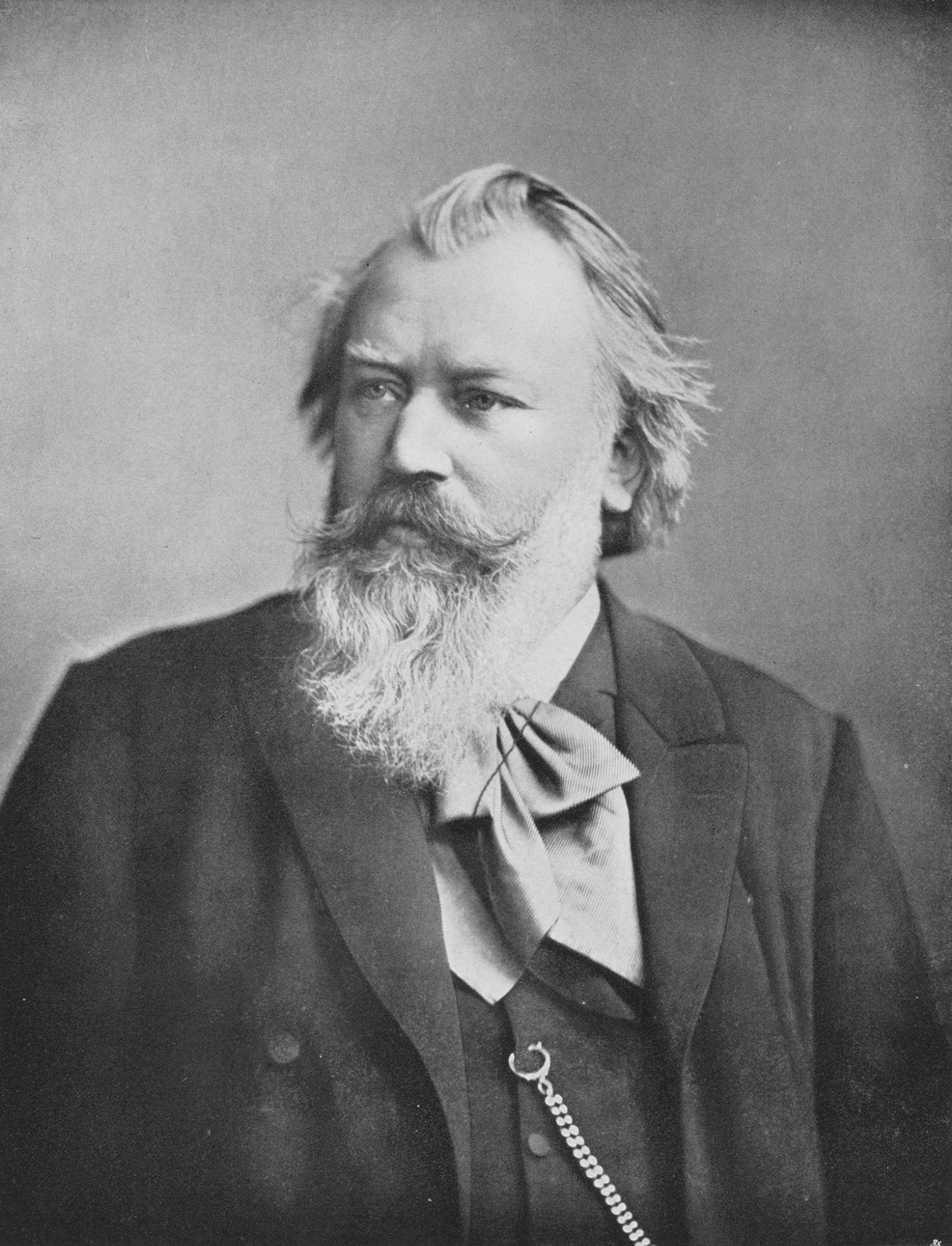
ブラームス

スタンフォードは大学時代に、ラテン語とギリシア語の勉強を疎かにしてまで音楽に熱中した。彼は宗教的、世俗的な声楽曲を作曲したほか、ピアノ協奏曲やロングフェローの演劇「スペインの学生」への付随音楽を書いた。1870年の秋には、彼はケンブリッジ大学音楽部（CUMS）との共演でピアノ独奏者を務め、まもなく指揮者助手と委員会メンバーとなった。音楽部の技量は1843年の創設以降衰えていっていた。合唱団は男声と少年合唱のみで構成されており、女声がいないことで音楽部の演奏曲目は著しく制約を受けていた。スタンフォードは女声を入れるよう委員を説得したが失敗に終わったため、ミュージカル・タイムズ誌が「無血革命」と呼んだ、ある試みを企てる。1872年の2月、彼はアマチュア・ヴォーカル・ギルドという混声合唱団を立ち上げ、その団の演奏がCUMS合唱団の演奏を瞬く間に影に追いやったのである。CUMSの委員はすぐに考えを改め、両団を合併させるとともに、女性に音楽部の賛助委員としての資格を与えることを認めた。
合併後の合唱団の指揮者は、トリニティ・カレッジのオルガニストでもあったラーキン・ホプキンス（Larkin Hopkins）であった。彼は病に倒れ、1873年に指揮者の職をスタンフォードに譲り渡した。スタンフォードはまた、トリニティのオルガニストとしてもホプキンスの代役となり、1873年の4月にクイーンズからトリニティへと移った。同年夏に、彼は初のヨーロッパ大陸への旅行に出かけた。ボンで行われていたシューマン記念祭に行った彼は、その地でヨアヒムとブラームスに出会っている。当時、音楽愛好家達は古典派陣営と、リストやワーグナーに代表される現代派陣営に二分されており、シューマンやブラームスの音楽に対する愛着を募らせていた彼は古典派とみなされていた。しかしスタンフォード自身はどちらの陣営に属するかということで、流儀を強制されることはなかった。それは彼がニュルンベルクのマイスタージンガーを高く賞賛していたことからも窺える。もっとも、ワーグナー作品の中には熱狂できないものもあったようではあるが。ボンを離れた後、彼はスイスを経てパリでマイアベーアの「預言者」を鑑賞して帰国した。
ホプキンスの病は致命的なものとなり、彼の死後トリニティの重役たちはスタンフォードを後継のオルガニストとして招聘した。彼は、毎年しばらくの間はドイツで音楽を学ぶために自由な時間を持てるようにする、という条件付きでこれを承諾することにした。委員会は1874年の2月21日にこれを議決した。
チャールズ・ヴィラーズ・スタンフォード（大学の学部生）は今後2年間にわたり、オルガニストに任命され、100ポンドの給料、および在職中の寝所とCommonsが与えられる。オルガニストは上記2年間の間、ドイツに音楽教育を受ける目的での休暇を1学期分取ることを許可されており、彼の不在中の代行者の選定は大学が行うものとする。
スタンフォードは任命の2日後、西洋古典学の学位試験を受けた。順位は66人中65番目で、第三種学位を授与された。

### ライプツィヒ時代

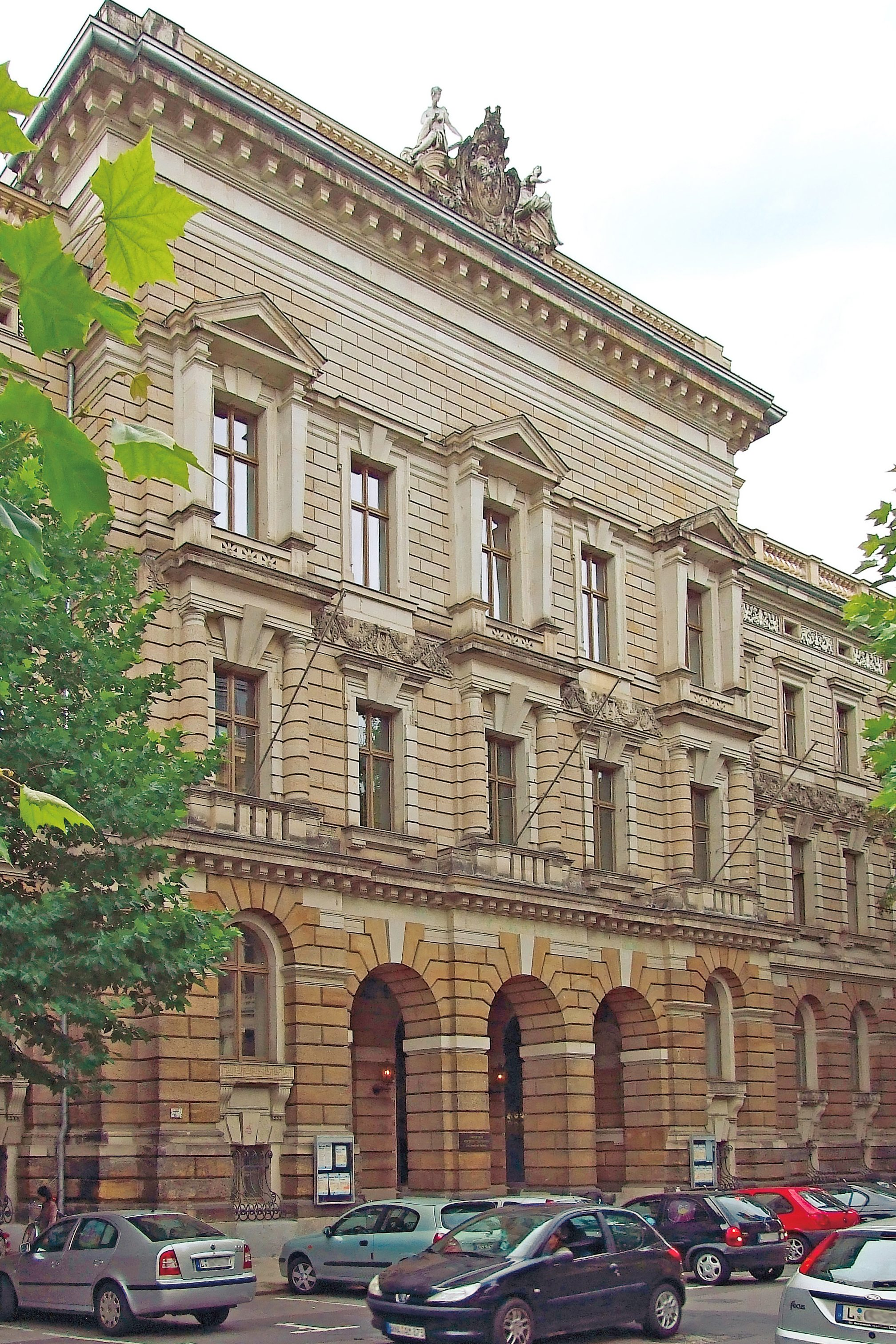
ライプツィヒ音楽院

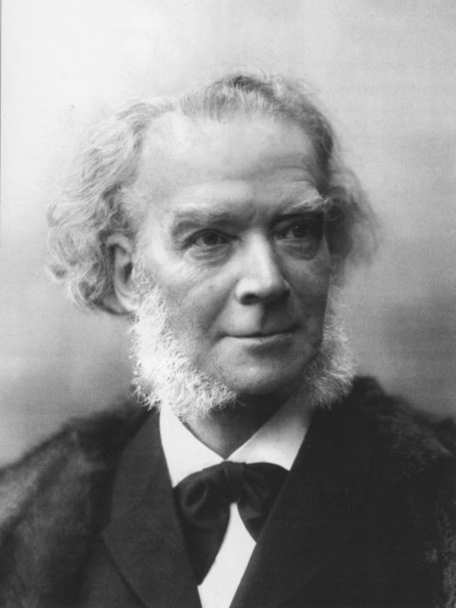
ライネッケ

ケンブリッジ大学音楽科教授を退き王立音楽アカデミー監督になっていたウィリアム・スタンデール・ベネットの推挙により、スタンフォードは1874年の夏期、ライプツィヒに移り、ライプツィヒ音楽院の作曲科、ピアノ科教授であったカール・ライネッケのレッスンを受けた。作曲家のトマス・ダンヒルが述べたところによると、1874年というのは「ライプツィヒの覇権の終焉であった。メンデルスゾーンの偉大なる伝統が失われつつあったのだ。」にもかかわらず、スタンフォードは学びの地に別の場所を選ぶことを真面目に考えようとはしなかった。ダブリンもロンドンも、ライプツィヒに並ぶような音楽教育の場とはなり得なかったからだ。英国で最も名高い音楽学校である王立音楽アカデミーはその頃、旧態依然で極めて保守色の強い状態だった。
スタンフォードはライプツィヒで、ベネットが自分を推薦した相手が王立アカデミーの教授陣に負けず劣らず革新性のないドイツ人の衒学者であったことを知り、うろたえた。スタンフォードはライネッケについてこう言ったのだった。「私がこれまでに知っている無味乾燥な音楽家の中でも、彼は最も干からびている。彼が現代の作曲家に関して好意的な言葉を発するのを聞いたことがない。・・・ワーグナーは気が進まないと言えば・・・ブラームスに対しては鼻で笑っており、何に対しても熱意というものを持ち合わせていないんだ。」これについてスタンフォードの伝記を記したパウル・ロッドメル（Paul Rodmell）は、ライネッケの「超」がつくほどの保守主義は予想外に生徒にいい影響を与えたのではないかと考える。「なぜなら、スタンフォードはそのおかげで伝統をなぞるスタイルと袂を分かつことになったのだろうから」。ライプツィヒでの期間、スタンフォードは聖ニコラス教会のオルガニストであったロベルト・パッパーリツ（Robert Papperitz）（1826-1903）にピアノを習ったが、これは彼にとってより有意義なものであった。
1874年にスタンフォードが作曲した中に、ロングフェローの「黄金伝説 The Golden Legend」という詩を基にしたものがある。彼は詩全体に対して曲をつけようとしたが、ロングフェローの「たくさんの無関係な登場人物たち」に負け、これを諦めた。スタンフォードはいっぱしの作曲家となって作品番号の割り当てを行った時、これや他の初期作品を無視した。彼の公式目録に掲載されている最初の作品は、1875年の「ピアノのための組曲」と「ピアノのためのトッカータ」である。
スタンフォードは1875年に、二度目のライプツィヒ滞在をしてライネッケのもとで過ごしたが、これは一回目同様に非生産的なものであった。その後彼はヨアヒムより、次の年はベルリンに来てフリードリヒ・キールのに付いて学んではどうかと勧められる。キールに関して、スタンフォードは「同情的で腕の立つ達人だとすぐにわかった。・・・私は3か月の間に、3年間で他の誰から学んだことよりも多くのことだった。」と述べている。

### 作曲家として頭角を現す
ドイツで研鑽をつむ合間にケンブリッジに戻ったスタンフォードは、CUMSでの指揮者の仕事を再開する。音楽部は彼の代理のイートン・ファニングの下で良い状態になってきており、演奏困難な新たな音楽にも取り組めるようになってきていた。1876年にブラームスの「ドイツ・レクイエム」の英国初演を行った。1877年にブラームスの「交響曲第1番」の英国初演を行った際には、CUMSは国中の注目の的となったのである。
同じ頃、スタンフォードは作曲家としても名前が知られ始めていた。彼は多作家であったが、後年この年代の作品を引っ込めてしまう。その中にはヴァイオリン協奏曲も含まれており、ロッドメルによればそれは「平凡な主題要素」のために上出来とは言えなかったのだという。1875年に、スタンフォードはアレクサンドラ・パレスで開かれた英国の作曲家による交響曲の大会で2等賞を獲得するが、初演まではその後2年を待たねばならなかった。同じ年に、彼はCUMSの演奏で行われた自作のオラトリオ「復活 The Resurrection」の初演を指揮した。スタンフォードはアルフレッド・テニスンの依頼を受けて戯曲「メアリ女王 Queen Mary」への付随音楽を作曲し、それは1876年の4月にロンドンのライシーアム劇場で演奏された。
スタンフォードは1878年に父の反対を押し切り、ジェーン・アンナ・マリア・ウェットン（Jane Anna Maria Wetton）と結婚した。彼女はジェニーとして知られており、彼とは彼女がライプツィヒで勉強をしている時に知り合った。二人は1883年に娘のジェラルディン・メアリー（Geraldine Mary）を、1885年に息子のガイ・デズモンド（Guy Desmond）を授かっている。

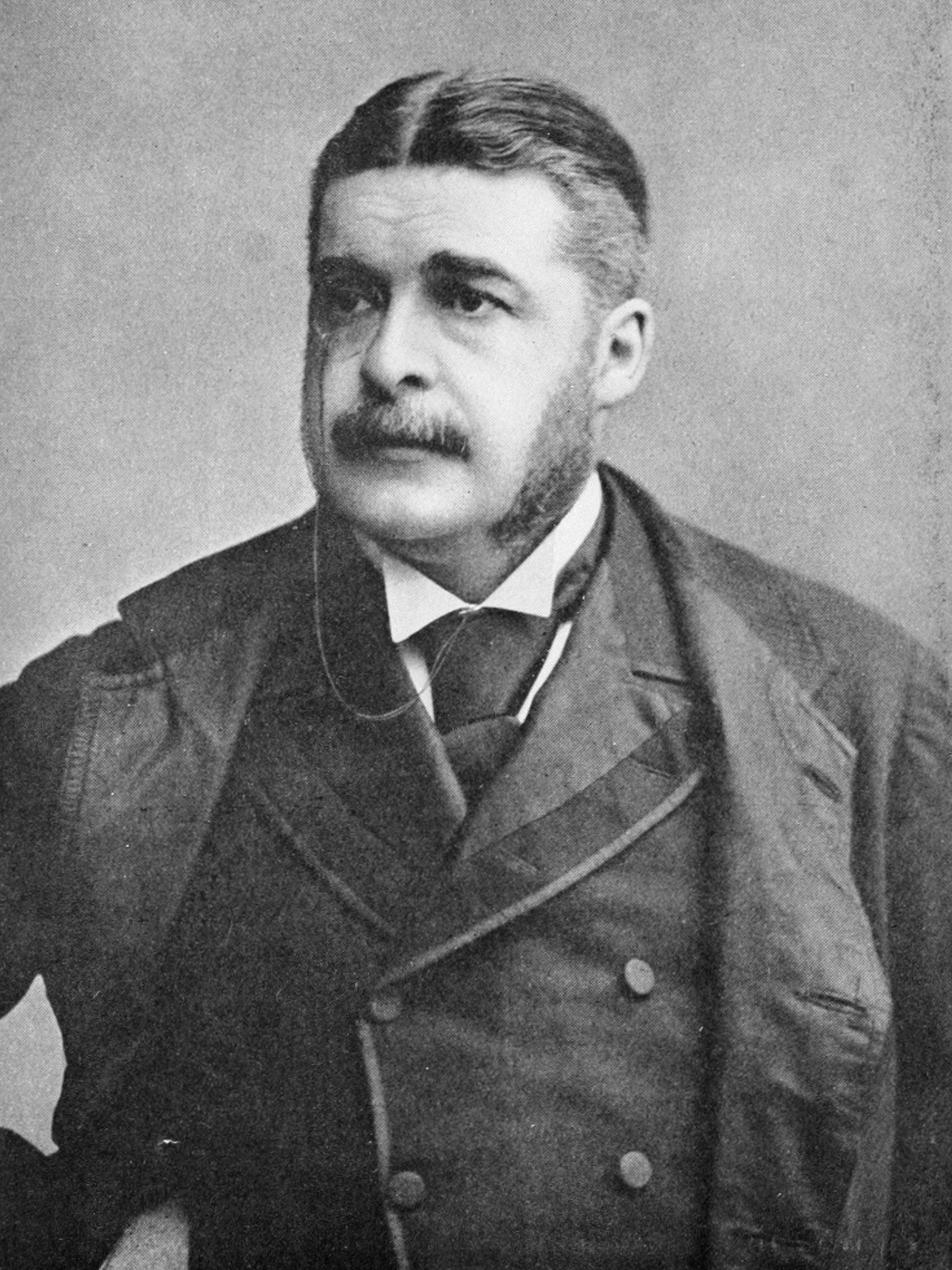
サリヴァン

1878年と1879年にはスタンフォードは、友人のウィリアム・バークレイ・スクワイヤー（William Barclay Squire）の台本による初のオペラ「神秘の預言者 The Veiled Prophet」に取り組んでいた。これはトマス・ムーアの詩に基づく作品で、純潔の尼僧と神秘の預言者が登場し、話は毒を盛り突き刺す場面で最高潮になる。スタンフォードはオペラ興行主のカール・ローザにこのオペラの公演を打診したが、断られてドイツでの公演を考えた方がいいと言われてしまう。「もし海外公演が成功したら、ここでの公演も成功する可能性が高まる。」というのである。ローザはさらにサリヴァンの喜劇が大人気となっていることに言及し、こう付け加えた。「もし作品がPinafore（訳注：サリヴァンの喜劇）の形式だったら、事情は変わってくるのだが。」スタンフォード自身もサリヴァンのCox and Box（訳注：サリヴァンの喜劇）を大いに楽しんではいたが、「神秘の預言者」は劇的要素とロマンスに溢れた真剣な内容にするつもりでいた。スタンフォードはドイツに滞在している間に多くの有用なコネを築いており、彼の友人であるエルンスト・フランク（Ernst Frank）がこの作品を1881年にハノーファーの王立歌劇場（Königliches Schauspiel）で取り上げてくれた。ミュージカル・タイムズ誌への論評として、スタンフォードの友人のJ.A.フラー・メイトランドはこう記した。「スタンフォード氏の楽器法は・・・多かれ少なかれシューマンのそれに依っている。一方、彼の劇的要素の扱いは巨匠らの中ではマイアベーアのものに類似している。」他の論評はまちまちであり、結局彼のオペラがイングランド初演を迎えるのは1893年のことであった。にもかかわらず、スタンフォードは彼の生涯を通じて、オペラでの成功を追求し続けた。一生オペラに対して情熱を燃やし続けた彼と、一度はオペラを作曲しようとしたものの、あとにそれを放棄してしまった同時代のパリーとでは、違いが際立っている。
1880年代までには、スタンフォードは英国音楽界を代表する人物になりつつあった。彼の主なライバルと目されるのは、サリヴァン、フレデリック・コーウェン、パリー、アレグザンダー・マッケンジー、アーサー・トーマスのみであった。サリヴァンは大規模な楽劇ではなく喜劇を作っていたため、意識の高い音楽家のサークルからは当時疑問視されていた。コーウェンは作曲家というより指揮者であると見なされていた、また、他の三人は有望視されてはいたが、まだスタンフォードほどに目立った活躍はしていなかった。スタンフォードはパリーに対して特に知名度が上がるよう協力しており、ケンブリッジ公演のアリストパネスの「鳥」への付随音楽や交響曲（交響曲第2番「ケンブリッジ」）を委嘱するなどした。スタンフォードはケンブリッジにおいて、ヨアヒム、ハンス・リヒター、アルフレッド・ピアッティ、エドワード・ダンロイターなどの客演を取り付け、自分自身とともにCUMSの名声の向上に貢献し続けた。音楽部はコーウェン、パリー、マッケンジー、ゴーリング・トーマスや他の作曲家の作品を初演し、さらに注目を浴びるようになっていった。スタンフォードはまた、トリニティでのオルガニストとしての技量で人びとに印象を与え、音楽的水準を引き上げ、さらに彼の伝記作家であるジェーミー・ディブル（Jermy Dibble）が「特に注目に値する教会音楽」と呼んだ礼拝音楽変ロ長調（1879年）、讃美歌「主は私の羊飼い The Lord is my shepherd」（1886年）、モテット「神に従う人の魂はJustorum animae」（1888年）などを作曲した。

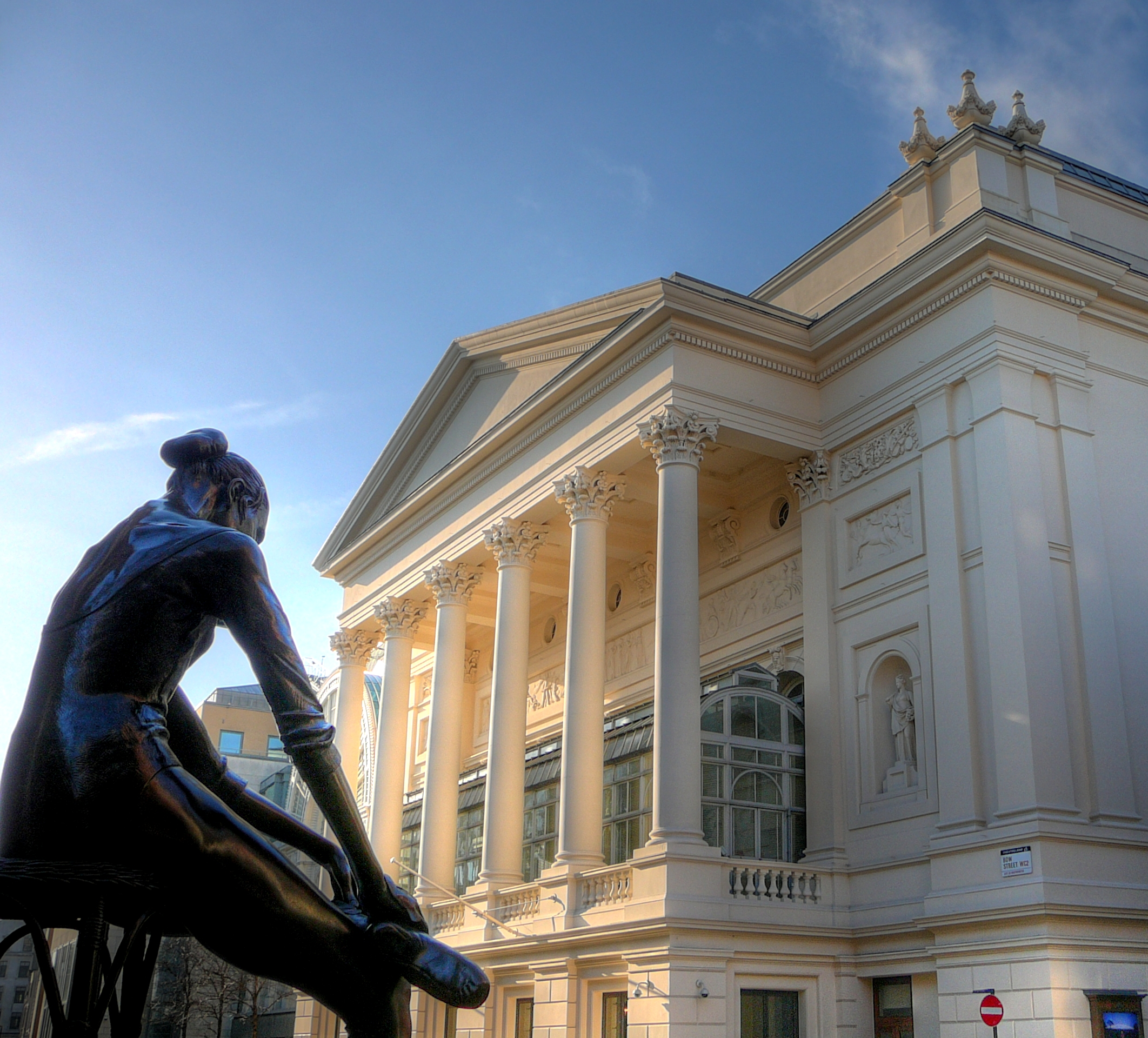
ロイヤル・オペラ・ハウス

1880年代前半、スタンフォードは2つのオペラ、「サヴォナローラ Savonarola」と「カンタベリーの清教徒たち The Canterbury Pilgrims」で作家のギルバート・ア・ベケットと協力関係にあった。前者は1884年4月のハンブルク初演において好意的な評を受けたものの、同年7月のロイヤル・オペラ・ハウスでの公演では散々に酷評された。パリーは私的にこう述べている。「そのオペラは全然練られておらず、公演向けとしてはひどい出来の構成だった。音楽は清涼でよく作られていたものの、印象が薄く劇的な情感に乏しかった。」最も辛辣な公開批評を加えたのはザ・シアター誌（The Theatre）で、その評によると「『サヴォナローラ』の台本は陳腐かつ大袈裟で、劇性という観点からは弱かった。しかし、劇に付された音楽はそれにも増してやかましくうんざりするようなものだった。そのような『サヴォナローラ』を鑑賞したが、私には（スタンフォードの）方向性はこのようなものだとしか思えず、それならば早く劇場を辞して大聖堂での仕事に専念してくれた方が、彼の名声のためでもあるのにと思わずにはいられなかった。」「カンタベリーの清教徒たち」は「サヴォナローラ」のロイヤル・オペラ・ハウス公演の3か月前、1884年4月にロンドンで初演を迎えた。これは「サヴォナローラ」よりは好評を受けたものの、公演評はスタンフォードがマイスタージンガーから受けている影響を指摘し、愛の音楽に情感が不足していることに不満を述べている。ジョージ・グローヴはパリーに宛てた書簡で、批評家に同意しつつ「チャールズの音楽に唯一欠けているものは感情だ。愛情は聴いていて微塵たりとも感じられなかった。（中略）それにもっと音色が豊かであった方がいい。メロディーは決して悪いものではないのだから。」と述べている。1896年にある批評家が記したところによると、そのオペラの「台本は故アルフレッド・セリアーになら、よく合ったことだろう。彼なら、それを使って軽いイギリスオペラを作っただろうからだ。しかしスタンフォード氏はあの台本で、拡大された理論を開示する道を選んだ。我々はそれが彼の持ち前であると了解しているが、その音楽を聴いた我々には、彼がマイスタージンガーを下敷きとしたのだろうという印象が残ってしまった。この組み合わせは、幸福な効果をもたらさなかった。」

### 教授として
1883年、短期間で失敗に終わった国立音楽訓練学校（National Training School for Music; NTSM）に代わるものとして王立音楽大学が設立された。NTSMもより長く続いた王立音楽アカデミーもプロのオーケストラ団員に適するような訓練を施すことができなかったため、設立者で総監督であったジョージ・グローヴはそれが可能な新たな機関を設置することを決めた。彼のこの決定に味方したのは、主にヴァイオリニストのヘンリー・ホームズとスタンフォードである。大学設立に関する論考中で、デイヴィッド・ライト（David Write）はスタンフォードがグローヴの目標に力添えをしたのは、主に二つの理由からであったと指摘している。第一に、学生が自分で作曲した作品を音にする経験を得るために、有能な大学オーケストラの存在が不可欠であるという彼自身の信条があった。第二に、ドイツとイングランドのオーケストラの演奏水準に、顕著な差がみられたことである。彼はグローヴによる、作曲の教授と大学オーケストラの指揮者（これはホームズも同様だった）への招聘に応じた。彼はその後、教授職にとどまり続けた。彼の多くの教え子の中で特に有名なのはサミュエル・コールリッジ＝テイラー、グスターヴ・ホルスト、レイフ・ヴォーン・ウィリアムズ、ジョン・アイアランド、フランク・ブリッジ、アーサー・ブリスなどである。

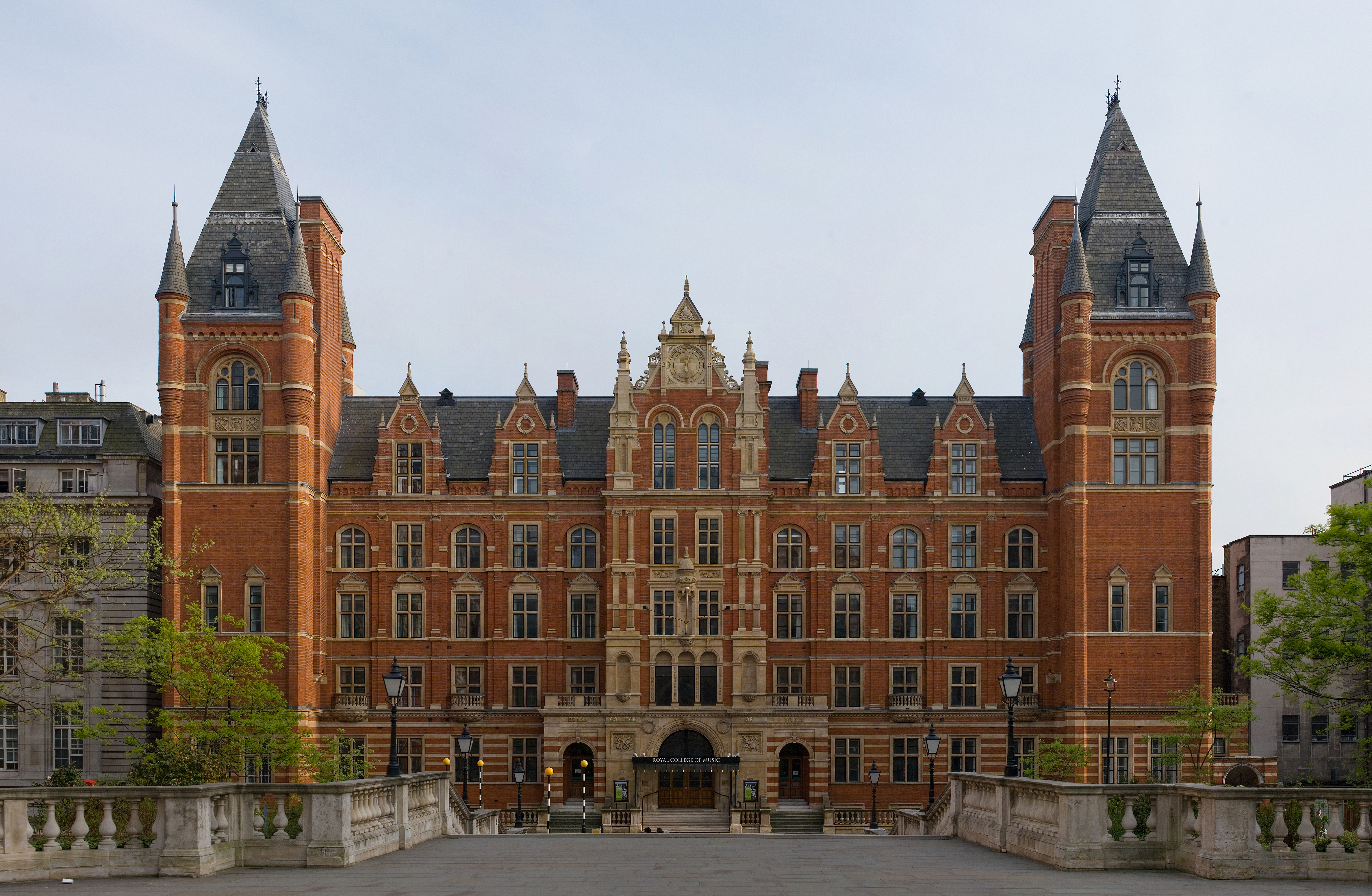
王立音楽大学

スタンフォードは、決して甘い教師ではなかった。彼はマンツーマンの個別指導体制を敷いて、学生には多くの課題を与えた。ハーバート・ハウエルズはこう述懐する。「誰でもいいからスタンフォードの生徒を角に追いつめ、先生に見つけられてしまった自分の罪の中で最も忌み嫌っているものを白状させるんだ。'秩序を欠いていること'、'下品さ'などと答えるだろう。こういった学生たちが教授室に入って、出てきたときにはひどく傷ついていたものだ。スタンフォードは疑わしい作品や技量に対して妥協を見せることを、頑として許さなかったのだ。」もう一人の生徒であるエドガー・ベイントンはこう語っている。
スタンフォードの指導には方法論や計画性がないように思えた。彼の評価は大部分が「これはいいね、君」もしくは「これはひどいよ、君」で成り立っていたのだ（もっとも、後者が大半であったが）。おそらく、こうした中にも、そうするだけの価値はあったのだろう。彼は保守主義であり、音楽的にも政治的にも強く熱心な保守主義者であったにもかかわらず、驚くほどあらゆる国や時代の音楽作品に精通していた。そのため彼の意見は重みがあり、かえって腹立たしいものになっていたのだ。
スタンフォードは、作曲家として高い名声を得た自分の生徒の多くが、自分が説いた古典的でブラームス風の道から逃げ出してしまったことを残念がっていた。彼はそこにライネッケの保守主義に反発した自分の姿を重ねたのだ。作曲家のジョージ・ダイソンはこう記している。「ある意味で、彼が戦ってきた反抗（者）こそが、彼の方法論の最も明らかな成果である。そして反逆者の幾人かがそれ以来成し遂げたことを考えたならば、果たして生徒に色々なやり方で革命を起こさせる以上に教師としてうまいやり方があるだろうか、と思わずにはいられないのである。」スタンフォードの生徒の中には、ホルストやヴォーン・ウィリアムズのようにその作品が英国の一般的なレパートリーになった者もおり、これはスタンフォードにはついに成し遂げられなかったことだ。スタンフォードの死後長らく、スタンフォードの最大の名声は教師としてのものであるとさえ考えられていた。彼のRCMでの功績には、毎年少なくとも1つはオペラ作品を制作する、オペラクラスの新設もある。1885年から1915年の間に32作品が生まれ、スタンフォードはそれらすべてを指揮したのである。
1887年10月に死亡したジョージ・マクファーレンの後任として、スタンフォードはケンブリッジ大学の音楽科教授に任命された。この時まで、ケンブリッジ大学は学部に所属していない者にも、大学が課す音楽の試験を受けて合格するだけで音楽の学位を授けていた。スタンフォードはこの慣習を廃止することを決定し、6年後には大学の重役を説得してこれを認めさせた。大学で3年間学ぶことが、音楽学士（Bachelor of Music）の試験を受験するために必須となった

### 指揮者、作曲家として
19世紀の終盤頃には、スタンフォードの学術的な業務は作曲や演奏の妨げにならない程度になっていた。彼は1885年、初代指揮者であるオットー・ゴルトシュミットの跡を継いで、ロンドンのバッハ合唱団の常任指揮者になった。彼は1902年までそのポストを務めている。1888年1月にはハンス・フォン・ビューローがスタンフォードの「交響曲第3番 アイリッシュ」のドイツ初演をハンブルクで指揮し、強い印象を受けたビューローは直後にベルリンの公演でも同曲をプログラムに組み込んだ。この曲はリヒターがウィーンで演奏しており、その後マーラーもニューヨークで指揮している。スタンフォードはケンブリッジの王立歌劇場のためにアイスキュロスの「オレステイア」中の「慈しみの女神たち」への付随音楽（1885年）、ソポクレスの「オイディプス王」への付随音楽（1887年）を作曲した。『タイムズ』紙は前者に関してこう評している。「スタンフォード氏の音楽は劇に重要な役割を果たし、またそれ自体も美しいものだった。さらに、音楽の質は現代の作曲家の中において非常に稀なものだった。その形式である。」両作品においてスタンフォードはワーグナー流のライトモティーフを多用しており、『タイムズ』紙は「オイディプス王」のワグネリアン的性格を指摘している。

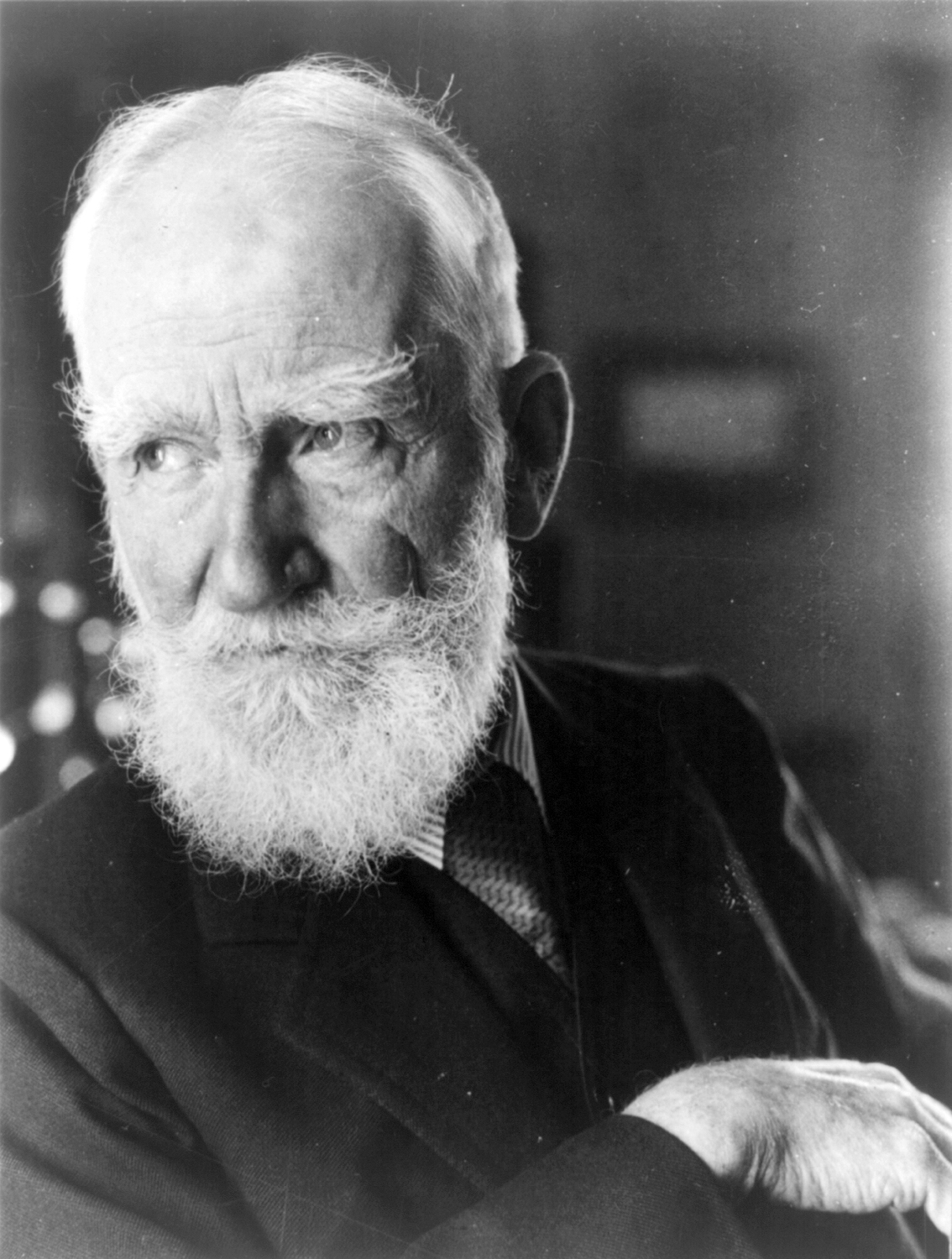
バーナード・ショー

1890年代に「ザ・ワールド」の批評家であるバーナード・ショーは「バセットホルン」と例えて、スタンフォードに対する入り混じった感情を表現した。ショーの考えでは、スタンフォードの最良の作品は抑制されないアイルランド風のものである。ショーはスタンフォードの厳粛なビクトリア朝の合唱音楽には軽蔑的な立場をとっていた。1891年7月のショーのコラムはスタンフォードの勇壮な曲を作る才能への賛辞に満ちており、リチャード・ドイリー・カートはサヴォイ・オペラのサリヴァンの後継としてスタンフォードを雇うべきだ、とまで述べた。ところが同年10月には、彼はスタンフォードのオラトリオ「エデン Eden」を非難し、パリーやマッケンジーらと一括りにした上で彼らが内輪で褒め合う団体を組織し、「偽クラシック」を作っていると述べている。
高名な音楽家たちを非難するなんて、私は自分が信じられない。もしエデンに疑問を抱いたならば、パリー氏やマッケンジー氏にたずねてみることだ。彼らは天まで届くほどの拍手をするだろう。マッケンジー氏の意見は決定的なものに間違いない。だって彼は来たりし創造主（Veni Creator）ではなく、スタンフォード教授とパリー氏に認められた素晴らしい音楽家じゃないか。パリーが誰なのか知りたいって？この祝福された二人の歌姫の作曲者について知っておいて何の得があるかは、マッケンジー氏とスタンフォード教授に聞いて欲しい。
フラー・メイトランドにとっては、ショーに風刺された三人組はイングランド音楽のルネッサンスの牽引役であった（もっとも、スタンフォードもマッケンジーもイングランドの生まれではなかったが）。この見方は、いくつかの学術サークルの中では何年にもわたって残り続けた。
スタンフォードは1893年にオペラの作曲を再開し、「神秘の預言者」の大規模な改定、短縮版を世に送り出した。この版の英国初演は7月にロイヤル・オペラ・ハウスで行われた。当時の『タイムズ』紙の主席音楽評論員は友人のフラー・メイトランドであり、新聞の演奏会評はこのオペラを賛美する内容であった。フラー・メイトランドによれば、「神秘の預言者」はルッジェーロ・レオンカヴァッロの「道化師」、ビゼーの「ジャミレ」、マスカーニの「ランツァウ家の人々」などが並ぶ、そのシーズンのオペラの中でも最も斬新であったという。スタンフォードの次のオペラは、ジョージ・H・ジェソップ（George H. Jessop）の台本による喜劇「探偵オブライエン Shamus O’Brien」（1896年）であった。指揮をしたのは若いヘンリー・ウッドで、彼は興行主のオーガスタス・ハリスが独裁的な作曲者をなだめて公演の邪魔をしないようにしたことを思い返している。スタンフォードはウッドに指揮の稽古をつけようとしたが、ウッドは感銘を受けることはなかった。このオペラは成功し、82回の連続公演を行った。この作品のドイツ語訳は1907年にヴロツワフで演奏されている。トーマス・ビーチャムはこのオペラを「色彩豊かで、活気ある作品」と考えており、1910年に女王陛下劇場で催されたオペラ・コミックシーズンで再演した。

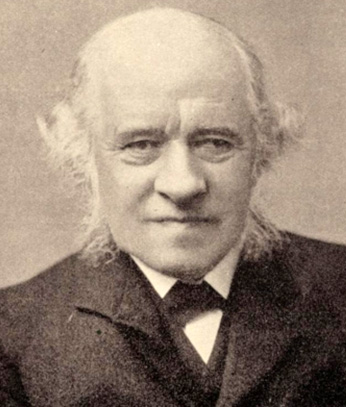
グローヴ

1894年の終わり、グローヴは王立音楽大学を退官した。後継にはパリーが選ばれ、スタンフォードは友人の昇進を心から祝ったのだが、間もなく二人の関係は悪化してしまう。スタンフォードは頭に血が上りやすく、喧嘩早いことで知られていた。グローヴは王立音楽大学での教員会議の様子について記している。「そこではいくぶん精神が・・・彼自身は常にスタンフォードとして仕事を続けていた。そういう彼は時に意地悪く、喧嘩腰に、反駁ばかりする人物に、誰のせいでもなく自らなっていた！彼は誰より抜きんでて賢く有能な、知識経験が豊富で力強い人材であり、そこに疑いの余地はなかったのだが、それを役立てようと思うとしばしば法外な料金を取られることになってしまうのだった。」パリーはスタンフォードの好戦的なやり口に苦しむようになっていき、神経質なスタンフォードに深く気を揉んでいた。彼らの間のいさかいは、スタンフォードが旧友かつ目下であったパリーの権威を認めるのに難色を示したことから起こることもあったが、他にも1895年にパリーがスタンフォードの管弦楽法の講座への充当金を減額した際には、スタンフォードをひどく憤慨させる結果となった。
1898年、年老いて調子の思わしくなかったサリヴァンは、1880年から続けてきたリーズ音楽祭の指揮者を退任した。彼はスタンフォードが前年にリーズ・フィルハーモニック協会の指揮者になった狙いは、音楽祭の後継者となることだと信じていた。スタンフォードは後に、彼がサリヴァンと一部共謀していたということはないと否定した『タイムズ』紙に感謝している。当時サリヴァンは他人の作品に対してはいい加減な指揮者だと考えられており、一方スタンフォードの指揮者としての仕事ぶりにはそのような批判はなかったため、彼はサリヴァンの後任としてポストに就いた。スタンフォードは1910年までこの職を務めた。音楽祭のために作曲した彼の作品には「海の歌 Songs of the Sea」（1904年）、「スターバト・マーテル Stabat Mater」（1907年）、「海軍歌 Songs of the Fleet」（1910年）がある。スタンフォードの在任期間中にリーズ音楽祭のために作品を提供した作曲家はパリー、マッケンジーやスタンフォードの教え子の7人である。スタンフォード時代で、最も知られた作品はおそらく1910年に初演されたヴォーン・ウィリアムズの「海の交響曲（交響曲第1番） A Sea Symphony」だろう。

### 20世紀

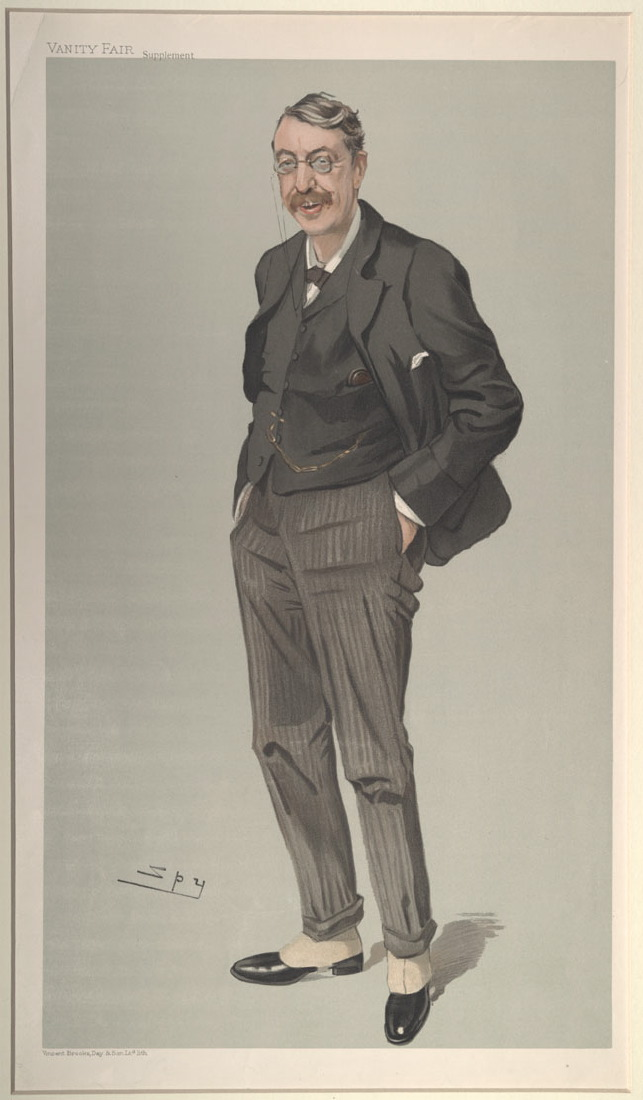
スタンフォードの風刺画
スパイ作
『バニティ・フェア』誌掲載 1905年

1901年に、スタンフォードは再びオペラの仕事に戻り、ジュリアン・スタージスの台本による「空騒ぎ Much Ado About Nothing」を発表した。これはシェイクスピアの原作に非常に忠実なものだった。ガーディアン紙はこう評している。「アッリーゴ・ボーイトとジュゼッペ・ヴェルディによるファルスタッフにすら、原作の喜劇がしっかりと残していた特徴的な魅力、爛熟した時に刺激の強い個性はなかったのだ。」
オペラが好評を得たにもかかわらず、スタンフォードの輝きは衰えていった。20世紀初頭の10年の間に、彼の音楽は若き作曲家エドワード・エルガーの陰に隠れていった。音楽学者のロバート・アンダーソンの言葉を借りるなら、スタンフォードは「19世紀の終わりの数十年をヨーロッパで名声を得る時代にできたが、エルガーによって押し出されたのだ。」エルガーが1890年代に認められようともがいていた時、スタンフォードはその若き仲間を支援してきた。彼はエルガーの作品を指揮し、ケンブリッジ大学の博士号を取らせ、ロンドンの会員制クラブである「アテナ神殿クラブ （the Athenaeum）」への入会を勧めた。しかしながら、リヒャルト・シュトラウス（スタンフォードは彼をひどく嫌っていた）がイギリスで初めての先進的な作曲家であると賞賛するなど、エルガーが内外で成功するようになると、その陰に隠れ消え去ってしまったのである。1904年にエルガーがバーミンガム大学の音楽科教授に任命されると、スタンフォードは彼に宛てて、その受け入れが「実に不愉快である」と手紙を送っている。エルガーは狂詩曲の作曲家たちについて述べた就任講演で復讐を行った。これはスタンフォードを貶す内容だったと広く受け止められている。スタンフォードはその後、著書の「音楽の歴史 A History of Music」の中でさらにやり返している。そこではエルガーについて「宗教と一般的な高等教育を受けていないことで同世代の仲間から切り離されたのだが、幸運にもこの世界に入って地ならしの済んだ耕作地を見つけた。」と記した。
脇へ追いやられて辛苦を味わいつつも、スタンフォードは作曲を続けた。世紀の変わり目から1914年の第一次世界大戦勃発までの間の彼の新作には「ヴァイオリン協奏曲」（1901年）、「クラリネット協奏曲」（1902年）、「交響曲第6番」（1906年）、「第7番」（1911年）と「ピアノ協奏曲第2番」（1911年）などがある。1916年には最後から2番目となるオペラ「批評家 The Critic」を書いている。これはリチャード・ブリンズリー・シェリダンの同名の喜劇への作曲であり、ルウィス・ケーンズ・ジェームズ（Lewis Cairns James）による台本は原作の文言をほとんどそのまま残していた。この作品はロンドンのシャフテスベリー劇場における初演で好評を博し、後年ビーチャムに取り上げられマンチェスターとロンドンで上演された。

### 最晩年

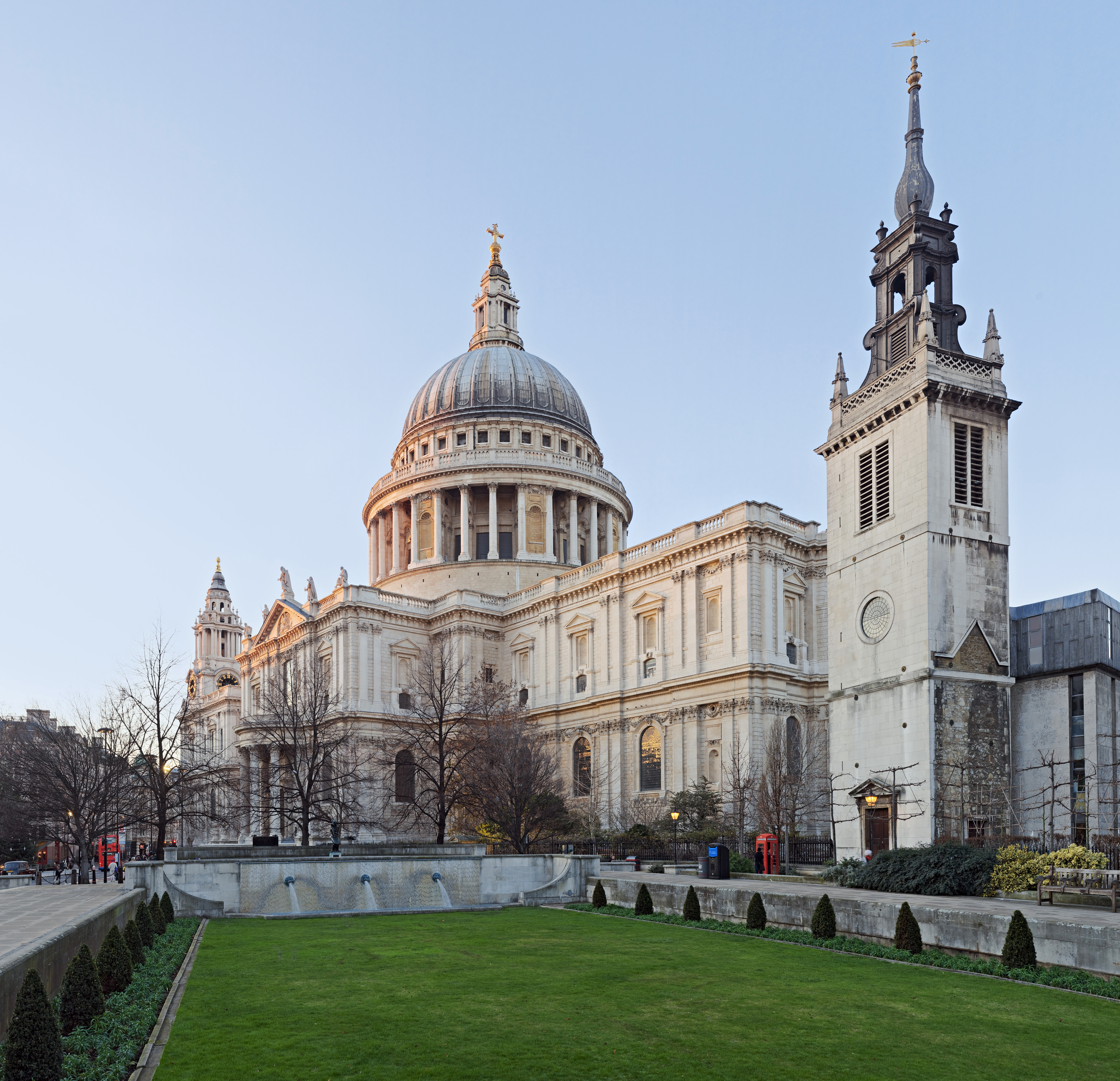
セント・ポール大聖堂

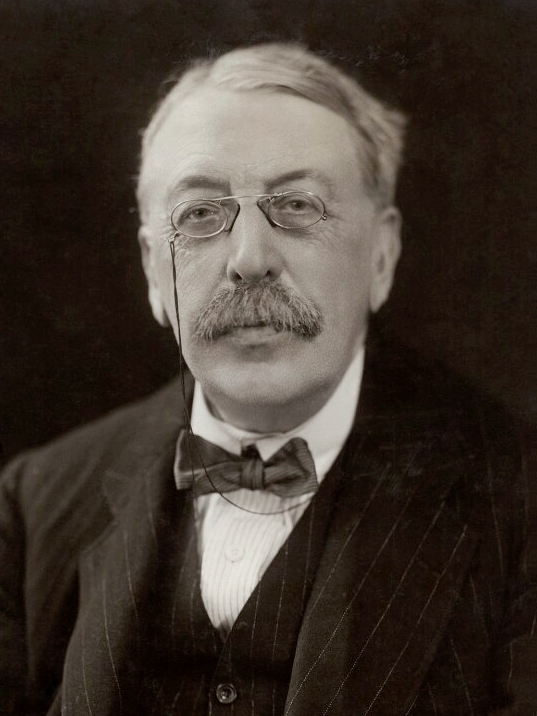
1921年

第一次世界大戦はスタンフォードに深刻な影響をもたらした。彼は空襲の恐怖におびえ、ロンドンからウィンザーへと移らなければならなくなった。彼の教え子の多くは戦争に召集され、アーサー・ブリスは負傷、アイヴァー・ガーニーは毒ガスを吸って後遺症が残り、ジョージ・バターワースは戦死した。1885年からスタンフォードが監督、指揮を行ってきたRCMの年次オペラ創作も取りやめになった。大学の学生数が減ったことでスタンフォードに対する需要も低下し、彼の収入は減少した。1916年の終わりに重大な不一致が生じた後、彼とパリーの関係は敵意を向け合うまでに至った。しかしながら2年後にパリーが死去した際、スタンフォードはそれまでのことは水に流し、パリーをセント・ポール大聖堂に埋葬するよう働きかけてまわった。
戦後、スタンフォードは王立音楽大学管弦楽団の指揮活動の多くをエイドリアン・ボールトに引き継いだが、大学で教鞭はとりつづけた。彼は時おり公開講座も開いていた。その中の一つである1921年1月の「作曲の最近傾向を論ず Some Recent Tendencies in Composition」では、彼は自分の後の世代の音楽に敵意をむき出しにした。彼が最後に公に姿を見せたのは1921年3月5日に、自らの新作カンタータ「修道院の門にて At the Abbey Gate」の演奏で王立合唱協会を指揮した時である。演奏会評は丁寧ではあったが、熱を帯びたものではなかった。『タイムズ』紙はこう書いている。「この曲が内に秘めた感情を十分に有しているのか、我々には感じ取ることはできなかった。」オブザーバー紙の評はこうである。「力強いというより上滑りだったと感じられたとしても、非常に魅力的であった。」

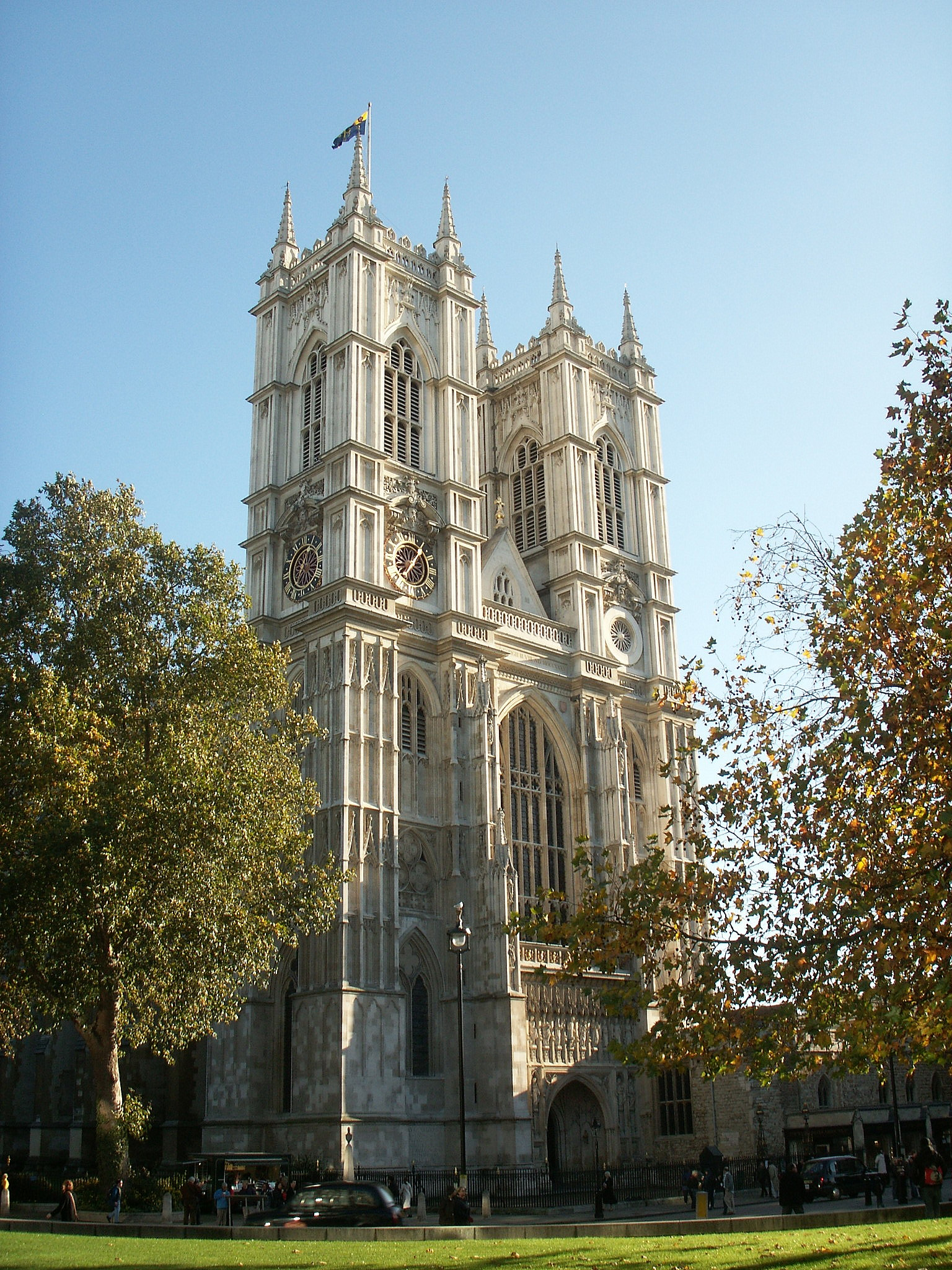
ウェストミンスター寺院

1922年9月スタンフォードは6つの「アイルランド狂詩曲 Irish Rhapsody」を完成させ、これが彼の最後の作品となった。2週間後には彼の70歳を祝う会が開かれたが、その頃から彼の健康状態は衰えていった。1924年3月17日、彼は脳卒中に倒れ、3月29日に妻と子を残しロンドンの自宅で息を引き取った。彼の遺体は4月2日にゴールダーズ・グリーン火葬場で火葬され、遺灰は翌日ウェストミンスター寺院に埋葬された。ボールトの指揮する王立音楽大学管弦楽団がスタンフォードの作品を演奏し、1893年にテニスンの「ベケット Becket」のために書いた葬送行進曲が最後を飾った。墓は寺院の北側通路に位置し、近くにはヘンリー・パーセルやジョン・ブロウ、ウィリアム・スタンデール・ベネットの墓がある。『タイムズ』紙はこう評した。「スタンフォードの音楽とそれまでの偉大な先人たちの音楽を結んで考えると、彼がいかに作曲家として偉人たちの系譜に属しているかわかる。」
戦時中に作曲された、スタンフォードの最後のオペラ「旅の道連れ The Travelling Companion」は1925年にリヴァプールのデイヴィッド・ルイス劇場（David Lewis Theatre）で、編成を縮小したアマチュアオーケストラによって初演された。完全版での上演は1928年にブリストルで、1935年にロンドンのサドラーズウェルズ劇場で行われた。

### 名誉
スタンフォードは多くの名誉に与っている。オックスフォード大学（1883年）、ケンブリッジ大学（1888年）、ダラム大学（1894年）、リーズ大学（1904年）、ダブリン大学のトリニティ・カレッジ（1921年）から送られた名誉博士号も含まれる。彼は1902年にナイトに叙せられ、1904年にはベルリンの芸術アカデミーの会員に選ばれている。
スタンフォードを記念し、ホーランド・パーク、ホーントン通り（Hornton Street）56の彼の自宅にはブルー・プラークが掲げられている。

## 作品
スタンフォードは7つの交響曲、約40の合唱曲、9つのオペラ、11の協奏曲、28の室内楽曲、歌曲、ピアノ曲、付随音楽そしてオルガン曲を含めて約200の作品を作曲した。彼は初期の作品の大半を出版しなかった。彼が自分の作品目録に加えることにしたうち、最も早くに書かれたものは1875年の作である。
スタンフォードの生涯を通じて、彼の卓越した作曲技術はほとんど疑念の余地のないものであった。作曲家のベイントンは彼についてこう語っている。「スタンフォードの音楽に関しては多様な意見があるだろうが、そういったものはいずれにせよ、技法に関して彼は完璧だということで落ち着くのではないか、と私は思っている。彼が手を付けたものは何でも'成功'した。」スタンフォードが永眠した日、彼の教え子であったホルストは、同じく教え子であったハウエルズに向かってこう言った。「我々が技術的に混乱した時、それが誰であっても救い出すことのできる人が逝ってしまったのだな。」
スタンフォードの死後、教会で演奏されるものを除いて彼の音楽は急速に忘れられていった。「スターバト・マーテル Stabat Mater」と「レクイエム Requiem」は合唱のレパートリーとして地位を保っており、トーマス・ビーチャムは後者を擁護した。彼の2つの海に関する歌曲集と歌曲「青い鳥 The Blue Bird」は依然として時おり演奏の機会に恵まれていたものの、オペラに関しては最も人気のあった「探偵オブライエン Shamus O'Brien」ですら、使われている「アイルランド舞台言葉」が古臭いものと見なされるようになった。しかしながら、ディブル（Dibble）は2002年のスタンフォードに関する考察において、生の演奏でなくてもCDとして手に入る機会の増しているその音楽が、いまだ驚くべき力強さを備えていると記している。よく聞かれる、スタンフォードは「ブラームスに水を足したようなものだ」という批判は、交響曲や協奏曲、また室内楽曲や歌曲の多くがCD録音として手に入り、再評価されるようになれば間違いだったとわかる、とディブルは考えている。2002年、ロッドメル（Rodmell）はスタンフォードに関する論考に、16ページにわたるディスコグラフィを付している。
バーナード・ショー以後に書かれたスタンフォードの音楽に対する批判で最も多いのは、彼の音楽には情熱が足りないというものである。ショーは「ケルト人のスタンフォード」を称賛し、ケルト的情感を抑制した「スタンフォード教授」を忌み嫌った。スタンフォードの教会音楽に関して、ニコラス・テンパーレイ（Nicholas Temperley）はこう気付いた。「芸術体験としてすっかり満足できるのだが、おそらく心に深く染み入る宗教的衝動が不足しているのではないか。」オペラや他の音楽でも、音楽が愛やロマンスを伝えるべきところでそれが出来ていないとグローヴ、パリーをはじめ後の評論家たちは指摘している。スタンフォードが本気で争ったパリーや彼の競争的な性向により、スタンフォードはサリヴァンと張り合うことになった。しかし、彼はそれを本当ならば才能が発揮できたはずの喜劇ではなく、オラトリオで行おうとした。ロッドメルはそうしたオラトリオを「たまたま権力や深遠さといった価値観に合致しただけ」の大言壮語だと呼んでいる。

### 管弦楽曲
評論家のリチャード・ホワイトハウス（Richard Whitehouse）はスタンフォードの7つの交響曲が、彼の音楽の強靭さと限界を体現したものだと記している。すなわち「作曲様式の厳格さと熟達の度において比肩しうるのは、同時代の年長者であるパリーだけである。一方、様式的にはメンデルスゾーン、シューマン、ブラームスの範疇に甘んじているように思われる。」ホワイトハウスがさらに言うには、スタンフォードの交響曲の構築はありきたりながらも、「しばしば楽章構成や工夫した管弦楽法に巧みに挑戦しているため、探索する価値のある楽曲となっている。」

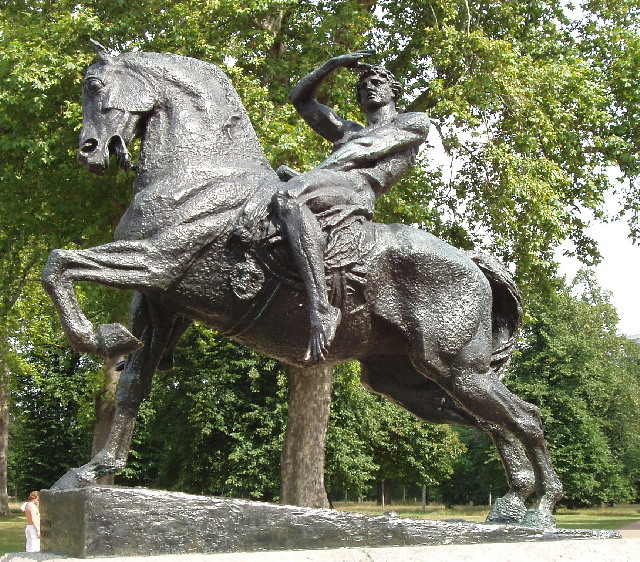
ワッツの「肉体の力 Physical Energy」
スタンフォードの「交響曲第6番」に霊感を与えた作品の一つ

スタンフォードの最初の2つの交響曲（1876年と1879年の作）は出版されることなく、彼の作品目録からも除外された。「アイリッシュ」として知られる「交響曲第3番ヘ短調」は1887年に初演された。この作品はスタンフォードの生前、彼の交響曲の中でも最も高い人気を誇った作品であった。スタンフォードの作品に関する考察の中で、ジョン・ポーテ（John Porte）はこう述べている。「彼の故郷の精神と音色に満ちており（中略）陽気さと悲しげな美しさが対照的に表現されるのである。」他の多くの作品同様、この作品でもスタンフォードは紛うことのないアイルランドの民謡を取り入れている。パリーやマッケンジーと同様、またサリヴァンやエルガーとは異なり、スタンフォードは民謡を好み、敬意を抱いていた。彼は通常標題音楽を避けていたが、ワッツを「悼んで」作曲された「交響曲第6番」では、それがワッツの彫刻と絵画に触発されたものであると認めている。
6つある「アイルランド狂詩曲 Irish Rhapsodies」は第1番が1901年で第6番が死の前年に書かれており、スタンフォードの管弦楽曲の中でも全てが20世紀になってからのものである。このうち2曲は管弦楽とともに独奏楽器を前面に出した内容となっている。第3番がチェロで第6番がヴァイオリンである。ディブルの見方によれば、ピアノ協奏曲第1番（1894年）やヴァイオリン協奏曲（1899年）のように、彼の協奏的作品の中には管弦楽法や抒情性といった点において、スタンフォードの音楽を語る際によく引き合いに出されるブラームスのみならず、メンデルスゾーンの伝統にも則ったものがある。

### 室内楽曲
スタンフォードの室内楽曲は一般的なレパートリーとはなり得ていないが、ショーですら称賛したとディブルが記しているように、よく出来ている。ディブルはその中から、「クラリネットとピアノのための3つの間奏曲 Op.13」（1879年）、「九重奏のためのセレナードヘ長調 Op.95」（1905年）、「クラリネットソナタ Op.129」（1912年）を選び出し、感動的な悲しみを湛えているとしている。ポーテは弦楽五重奏曲第1番について、朗々と響き渡る温かい心情がまさにクラシカルな歌に乗って書かれた作品であり、その性格と構成はスタンフォードらしいものだと書き記している。ポーテはピアノ三重奏曲第2番など、他の室内楽曲についても同様に述べている。「これはスタンフォードに典型的な曲である。よく鳴るように書かれており、外見は古典的ながらも、表情豊かで幾分詩的な新鮮さを感じさせる多くの経過句がある。これといって特筆すべき特徴もないものの、この作品は有用かつ興味をそそられるものとなっている。」

### 教会音楽
スタンフォードの死後、一般に彼の音楽は何年も無視されることになったが、教会音楽はそうではなかった。スタンフォードの音楽について詳細に取り扱った、数少ない書籍のうちの一つである「英国の音楽 Music in Britain」において、ニコラス・テンパーレイは彼おかげで礼拝音楽は「芸術的発明として、聖歌と同等の価値を認める地位」を回復したと記している。ヴォーン・ウィリアムズは「スターバト・マーテル」を、「不朽の美」を備えるスタンフォードの作品の一つだと位置付けている。テンパーレイの考えでは、礼拝音楽のイ長調（1880年）、ヘ長調（1889年）、ハ長調（1909年）は最も重要で、当時より聖堂で演奏される曲目に残り続けている。演奏会用の作品がそうであるように、スタンフォードの音楽はメロディーに支配されている。低声の動きは副次的であっても常に重要で、メロディーと低声の間にあるものはすべて「埋め合わせ」である、とロッドメルは見なしている。

### オペラ
1981年に行われたスタンフォードのオペラに関する調査の中で、批評家のナイジェル・バートン（Nigel Burton）が記したのは、「探偵オブライエン Shamus O'Brien」にはいい曲がなく、しかも唯一心に残る旋律はスタンフォードの自作ではないイギリス民謡の「西の栄光 The Glory of the West」であるということだ。バートンは彼自身「哀れな男の『ナクソス島のアリアドネ』」と表現しているように、「批評家」よりさらに否定的な人物であった。1921年のポーテの記述はこうである。そのオペラの音楽は「性格と外観が顕著に鮮烈かつメロディアスで、完全に独特のものである。声楽と器楽にはいずれも神懸り的な筆致が冴えわたっている。」バートンは「空騒ぎ Much Ado About Nothing」については、スタンフォードのオペラでも最良の音楽があてられているとして褒め称えている。バートンはスタンフォード最後のオペラ「旅の道連れ The Travelling Companion」を彼のオペラ作品の最高峰にあげているものの、その力強さの源泉は大半がヘンリー・ニューボルトとハンス・アンデルセンによって仕立てられた素晴らしい台本のおかげだとしている。ポーテはその音楽が厳粛で浪漫的、そして面白いほど印象的だと記した。

## 主要作品一覧

### 交響曲
- 交響曲第1番変ロ長調
- 交響曲第2番ニ短調「哀歌的」
- 交響曲第3番ヘ短調 op.28『アイルランド風』
- 交響曲第4番ヘ長調 op.31
- 交響曲第5番ニ長調 op.56「ミルトンの詩より」
- 交響曲第6番変ホ長調 op.94「G.F.ワッツの思い出に」
- 交響曲第7番ニ短調 op.124

### 管弦楽曲
- アイルランド狂詩曲第1番ニ短調 op.78
- アイルランド狂詩曲第2番ヘ短調 op.84
- アイルランド狂詩曲第3番 op.137
- アイルランド狂詩曲第4番イ短調 op.141「ネイ湖の漁師と彼が見たもの」
- アイルランド狂詩曲第5番ト短調 op.147
- アイルランド狂詩曲第6番 op.191

### 協奏曲・協奏的作品
- ヴァイオリンと管弦楽のための組曲 ニ長調 op.32
- ピアノ協奏曲第1番ト長調 op.59
- ヴァイオリン協奏曲第1番ニ長調 op.74
- クラリネット協奏曲イ短調 op.80
- ピアノ協奏曲第2番ハ短調 op.126

### 室内楽・器楽曲
- 4つのアイルランドの踊り op.89
- セレナード ヘ長調 op.95
- クラリネット・ソナタ op.129

### 声楽曲
- 3つのラテン語のモテット op.38
- レクイエム op.63
- 海の歌op.91
- スターバト・マーテル op.96
- 海軍の歌op.117
- 8つのパートソング op.119（op.119-3は「青い鳥（The Blue Bird）」）
- レンスターの歌op.140

## 録音
スタンフォードの音楽は演奏会で取り上げられることこそ少ないものの、非常に多くの録音がなされている。交響曲の全集録音はシャンドスとナクソスの2つのレーベルで、それぞれヴァーノン・ハンドリーとデーヴィッド・ロイド＝ジョーンズによって行われた。「アイルランド狂詩曲」、「クラリネット協奏曲」、「ピアノ協奏曲第2番」、「ヴァイオリン協奏曲第2番」などの他の管弦楽曲もCDへの録音が行われている。
スタンフォードの教会音楽はよくCDで出されている。ロッドメルの2002年のディスコグラフィーには、礼拝音楽変ニ長調だけで14種類が掲載されている。またイ長調、ヘ長調、ハ長調の礼拝音楽、「3つのモテット Op.38」や「主は私の羊飼い The Lord is my Shepherd」にも多数の録音がある。世俗歌曲にはジャネット・ベイカー（Janet Baker）や他の歌手による「慈悲無き美女 La Belle Dame Sans Merci」、キャスリーン・フェリアなどによる「アイルランド牧歌 An Irish Idyll」、トーマス・アレン（Thomas Allen）などが録音した「海の歌 Songs of the Sea」がある。室内楽曲で複数の録音があるものは「クラリネットとピアノのための3つの間奏曲」と「クラリネットソナタ」である。ロッドメルのディスコグラフィーには、オペラは1曲も掲載されていない。

## 著書
- 喜多村進編『作曲の最近傾向を論ず』（門馬直衛訳／南葵文庫音楽部／1923年）
- 作曲法（門馬直衛訳／岡田日栄堂／1925年）